# Ascarina philippinensis
Ascarina philippinensis är en tvåhjärtbladig växtart som beskrevs av C. B. Robinson. Ascarina philippinensis ingår i släktet Ascarina och familjen Chloranthaceae. Inga underarter finns listade i Catalogue of Life.